# Ashover
Ashover – wieś w Anglii, w hrabstwie Derbyshire, w dystrykcie North East Derbyshire. Leży 27 km na północ od miasta Derby i 206 km na północny zachód od Londynu. Miejscowość liczy 1796 mieszkańców.